# Чечейовці
Чечейовце (словац. Čečejovce) — село в окрузі Кошиці-околиця Кошицького краю Словаччини. Площа села 24,53 км². Станом на 31 грудня 2016 року в селі проживало 2153 жителі.
Розташована однойменна залізнична зупинка. Протікає Чечейовецький потік.

## Історія
Перші згадки про село датуються 1317 роком.

## Населення
| Рік:            | 1994. | 2004.   | 2014.   | 2024.   |
| --------------- | ----- | ------- | ------- | ------- |
| Кількість осіб: | 1874  | 1946    | 2105    | 2119    |
| Різниця:        |       | +3,84 % | +8,17 % | +0,66 % |

| Рік:            | 2023. | 2024.   |
| --------------- | ----- | ------- |
| Кількість осіб: | 2112  | 2119    |
| Різниця:        |       | +0,33 % |